# 丹後探索者號列車

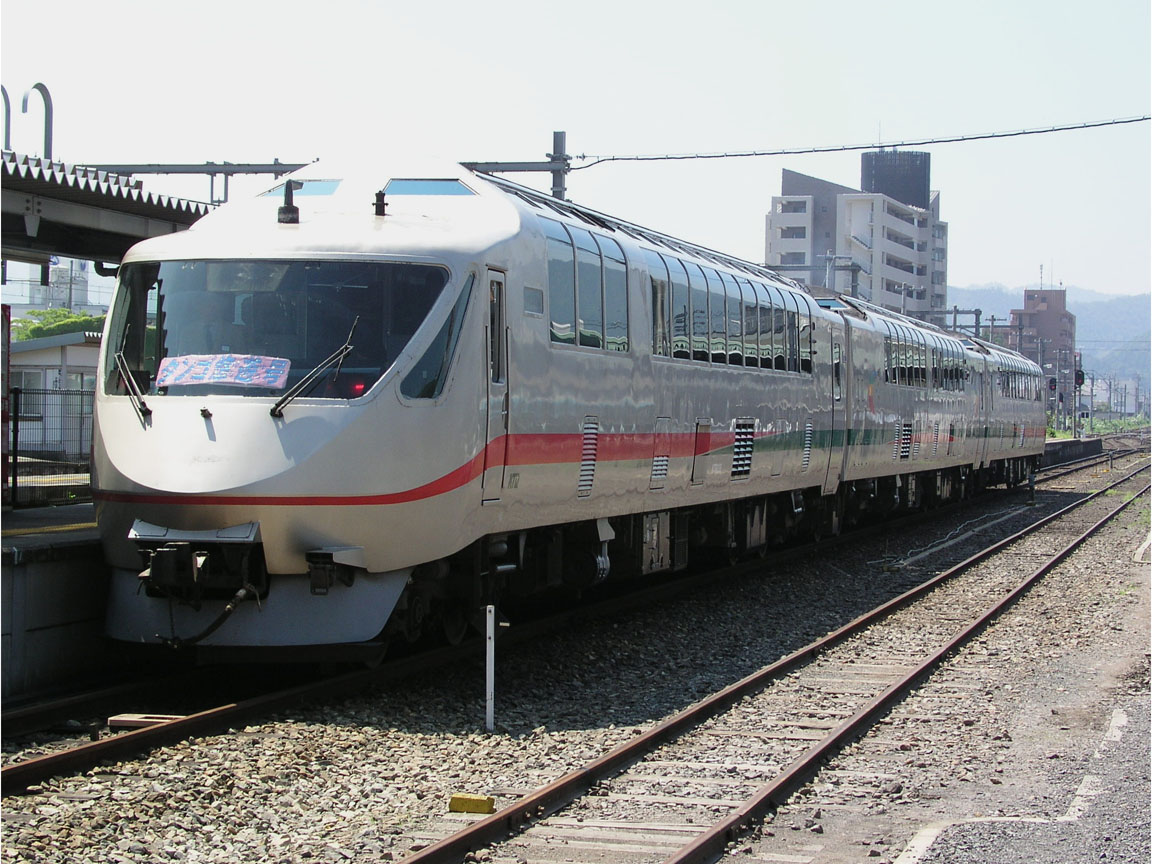
停靠在西舞鶴車站內的丹後探索者號

丹後探索者號（日語：タンゴエクスプローラー）是一列由北近畿丹後鐵道所擁有、與西日本旅客鐵道（JR西日本）聯合營運的特別急行列車，也是該列車所使用的車型——北近畿丹後鐵道KTR001形柴油車的暱稱。列車名稱中的「丹後」是指列車所服務的京都府北部地區在令制國時代的舊名，丹後國。
丹後探索者號是北近畿丹後鐵道與西日本旅客鐵道聯合經營、服務範圍涵蓋京都、大阪與丹後等地區的特急列車路網——北近畿大X網路（北近畿ビッグXネットワーク）的成員列車之一。該列車行駛於新大阪至宮津之間，沿途經過JR福知山線、北近畿丹後鐵道宮福線與宮津線等幾條路線。

## 運行概況
- 基本上連絡福知山站「城崎」。
- 使用車輛為北近畿丹後鐵道所有的北近畿丹後鐵道KTR001型柴聯車。

- 3輛編組運行，1、4號1輛，3、2號2輛自由座位車。
- 星期六或休假日等多客期時以2編成6輛運行（非貫通構造的3號車與4號車間無法穿越）。6輛運行時，由新大阪駛來的3輛車廂會於天橋立（1、4號）進行增、解編。
- 有時會以國鐵183系電聯車代替北近畿丹後鐵道KTR8000型柴聯車。
- 運用表如下。

- 西舞鶴站→（快速）→宮津站→（2號）→新大阪站→（回送）→吹田站引上線→（回送）→新大阪站→（1號）→豐岡站→（4號）→新大阪站→（回送）→高槻站→（回送）→新大阪站→（3號）→宮津站→（普通）→西舞鶴站

### 編成
| ←豐岡 新大阪→ |       |       |
| 1 指×         | 2 自× | 3 指× |

| ←宮津 新大阪→ |       |       |
| 1 指×         | 2 自× | 3 自× |

備註
- 多客期增發一個編組。

### 停車站
新大阪 - 大阪 - 尼崎 - 寶塚 - 三田 -（新三田）-（相野）- 篠山口 -（谷川）- 柏原 -（黑井）- 福知山 - 大江 - 宮津 - 天橋立 - 野田川 - 丹後大宮 - 峰山 - 網野 - 木津溫泉 -  久美濱 - 豐岡

## 外部連結
- （日語）丹後探索者號（北近畿丹後鐵道）